# William Grut
William Grut (n. 17 septembrie 1914, Maria Magdalena parish⁠(d), Comitatul Stockholm, Suedia – d. 20 noiembrie 2012, Östersunds församling⁠(d), Comitatul Jämtland, Suedia) a fost un înotător ce a reprezentat Suedia, medaliat olimpic. A participat la o ediție a Jocurilor Olimpice (1948) în care a câștigat o medalie de aur.